# Contea di Alpine (Australia)
La contea di Alpine è una local government area che si trova nello Stato di Victoria. Si estende su una superficie di 5.005 chilometri quadrati e ha una popolazione di 11.881 abitanti. La sede del consiglio si trova a Bright.